# Vasallen
Vasallen AB  är ett svenskt statligt fastighetsutvecklingsbolag som omvandlar och utvecklar kasernetablissement från nedlagda regementen och andra försvarsfastigheter och hyr ut till nya verksamheter. När utvecklingsarbetet är genomfört och områdena har fått nytt liv säljs fastigheterna på kommersiella villkor. 

## Verksamhet
Vasallen ägs av svenska staten och bildades 1 september 1997, sedan Riksdagen beslutat att skapa ett aktiebolag med syfte att äga eller tillfälligt inneha de av försvarsmakten nedlagda försvarsfastigheterna. 
Vasallen har förvärvat sammanlagt 24 före detta försvarsanläggningar,  från Kiruna garnison i norr till Ystads garnison i söder. Totalt har man förvärvat fastigheter på 20 orter, med en yta på totalt 1 261 000 m².
Av dessa är 20 anläggningar omvandlade och sålda. Vasallen har bland annat utvecklat kasernetablissementet Jägarskolan i Kiruna, Dalregementets före detta kasernetablissement i Falun och Garnisonen i Linköping.
Då riksdagen ej beslutat om några försvarsnedläggningar som inneburit att en ort eller garnison lämnas, beslutade Vasallens styrelse att en avveckling av bolaget skulle påbörjas. Detta genom att sälja alla tillgångar i bolaget. I januari meddelade Vasallen att man avyttrar fyra fastighetsbestånden till Peab med tillträde den 1 juli 2012, västra Backabo i Karlskrona, Älvsborgs regementes kasernetablissement i Borås, Gotlands regemente gamla kasernetablissement i Visby och Svea ingenjörregemente kasernetablissement i Södertälje. Efter försäljningen finns Vasallen kvar på fyra före detta garnisonsorter, Sollefteå garnison, Kristinehamns garnison, Strängnäs garnison, och Rindö.